# Tomasz Jękner
Tomasz Jękner (ur. 31 sierpnia 1973 w Nowym Targu) – polski hokeista.

## Kariera
- Podhale Nowy Targ (juniorzy)
- STS Sanok (1992–1994)
- Podhale Nowy Targ (1994/1995)
- STS „Autosan” Sanok (1994/1995, 1995/1996, 1996–1998)
- Cracovia (1998-1999)

Wychowanek Podhala Nowy Targ. Latem 1992 został zawodnikiem STS Sanok na zasadzie dwuletniego wypożyczenia. W barwach tej drużyny zadebiutował w I lidze. W jego barwach występował w sezonach 1992/1993, 1993/1994. Jego partnerami w ataku byli wówczas m.in. Władysław Balakowicz i Adrian Krzysztofik. W pierwszej fazie sezonu 1994/1995 ponownie grał w macierzystym Podhalu, występując m.in. w półfinale Pucharu Europy. Następnie powrócił do Sanoka. 23 stycznia 1995 odniósł obrażenia w wypadku drogowym autobusu w Gniewoszówce, którym powracała z meczu drużyna STS. Pierwotnie miał odejść z tego klubu w 1995 w związku z odbywaniem służby wojskowej, jednak został zgłoszony do sezonu 1995/1996 i grał w jego początkowym etapie. Po zakończeniu służby wojskowej 26 lipca 1996 powrócił do kadry zespołu STS. W jego barwach grał ponownie w edycji I ligi 1996/1997, 1997/1998. W sezonie 1998/1999 grał w Cracovii.
Po zakończeniu czynnej kariery zawodniczej został zawodnikiem TS Old Boys Podhale, w 2014 zdobył z drużyną złoty medal mistrzostw Polski oldbojów. Zasiadł w komisji rewizyjnej Towarzystwa Sportowego Old Boys Podhale.